# Estádio Olímpico de Munique
O Estádio Olímpico (em alemão Olympiastadion) em Munique, desenhado pelo arquiteto alemão Günter Behnisch e seus sócios, foi construído entre 1966 e 1972 para os Jogos Olímpicos de Verão de 1972.
Inaugurado em 26 de maio de 1972, 80 mil espectadores puderam ver o futebolista alemão Gerd Müller, "Der Bomber" ("O Bombardeiro") marcar quatro gols numa partida contra a União Soviética. Três meses depois, em 26 de agosto, ocorreu a Cerimônia de Abertura dos Jogos Olímpicos.
O estádio também foi importante na Copa do Mundo FIFA de 1974, sendo sede de 5 jogos, entre eles a Grande Final entre a Alemanha Ocidental e a Holanda (a "Laranja Mecânica"), vencida pelos alemães por 2 a 1 e a Decisão de 3º Lugar entre o Brasil e a Polônia, vencida pelos poloneses por 1 a 0.
Outra competição importante entre Seleções cuja decisão ocorreu no Olympiastadion foi em 1988, a Eurocopa (Torneio com as principais Seleções européias), vencida pela Holanda por 2 a 0 sobre a União Soviética, com um belo gol do atacante Marco van Basten.
O estádio também foi palco de três decisões da Liga dos Campeões da UEFA: em 1979 o Nottingham Forest venceu o Malmö, em 1993 o Olympique de Marseille venceu o AC Milan e em 1997 o Borussia Dortmund venceu a Juventus.
A principal característica do estádio é o teto retrátil, com 75.000 metros quadrados, um marco na Arquitetura esportiva. O campo tem 105 metros de comprimento por 68 metros de largura e um sistema de irrigação e aquecimento sob a terra.
O estádio, que atualmente tem capacidade para 63.118 espectadores, foi casa dos Principais Clubes da Cidade, o Bayern de Munique e o TSV 1860 Munique até 2005, quando foi concluído o Allianz Arena.
Após 15 anos, o estádio recebeu o primeiro jogo oficial de futebol masculino onde, Türkgücü München e Wehen Wiesbaden se enfrentaram pela 3. Liga. A partida ocorreu de portões fechados, devido ao coronavírus.